# 番場 (市原市)
番場（ばんば）は、千葉県市原市の市津地区にある大字。郵便番号は290-0155。

## 概要
市原市北部の市津地区にある。同市ちはら台地区との境界にあたる。千原台ニュータウンの開発に伴い、一部区域に住居表示「千原台」を施行していたが、当該区域は換地処分に伴って字から分離された。

## 地理
字の東西を村田川が貫いている。北はちはら台南、北から東は押沼、東は金剛地、南は永吉、西は潤井戸と接する。

## 歴史

### 地名の由来
重要な飼料の供給地であった草刈り場があり、江戸時代に、そこでの争いの番をする番小屋が造られた事に由来する。

## 世帯数と人口
2022年4月1日現在の世帯数と人口は以下の通りである。
| 町丁字 | 世帯数 | 人口  |
| ------ | ------ | ----- |
| 番場   | 85世帯 | 193人 |

## 通学区域
市立小学校・市立中学校及び県立高等学校の通学区域は以下の通りである
| 町丁字 | 番地 | 小学校                 | 中学校             | 高等学校 |
| ------ | ---- | ---------------------- | ------------------ | -------- |
| 番場   | 全域 | 市原市立市東第一小学校 | 市原市立市東中学校 | 第9学区  |

## 交通

### 鉄道
鉄道駅は存在しないが最寄りは以下の通りである。
- 京成電鉄千原線 - ちはら台駅
- JR東日本外房線 - 誉田駅・鎌取駅

### バス
- 小湊鉄道